# سوزي باترسون
سوزي باترسون (بالإنجليزية: Suzy Patterson)‏ هي ممثلة بريطانية، ولدت في 1961.

## وصلات خارجية
- سوزي باترسون على موقع IMDb (الإنجليزية)